# Planskild anslutning
Denna artikel handlar om planskilda anslutningar för järnvägar. För planskilda anslutningar för vägar, se trafikplats.

En planskild anslutning är en järnvägsanläggning där en järnväg ansluter till en annan, dubbelspårig järnväg på ett sådant sätt att samtliga trafikflöden kan gå utan att stanna för möten eller korsningar. Planskilda anslutningar är järnvägens motsvarighet till motorvägskorsningar på vägar.
Vid planskilda anslutningar går det en spårförbindelse från huvudlinjens ena spår som sedan korsar över eller under huvudlinjen, inte tvärs över. Ett separat spår går från huvudlinjens andra spår, och dessa båda spår möts och fortsätter enkel- eller dubbelspårigt på sidolinjen. 
På så sätt kan tåg gå från huvudlinjens ena spår ut på sidolinjen utan att korsa det andra spåret, vilket ger högre kapacitet. 

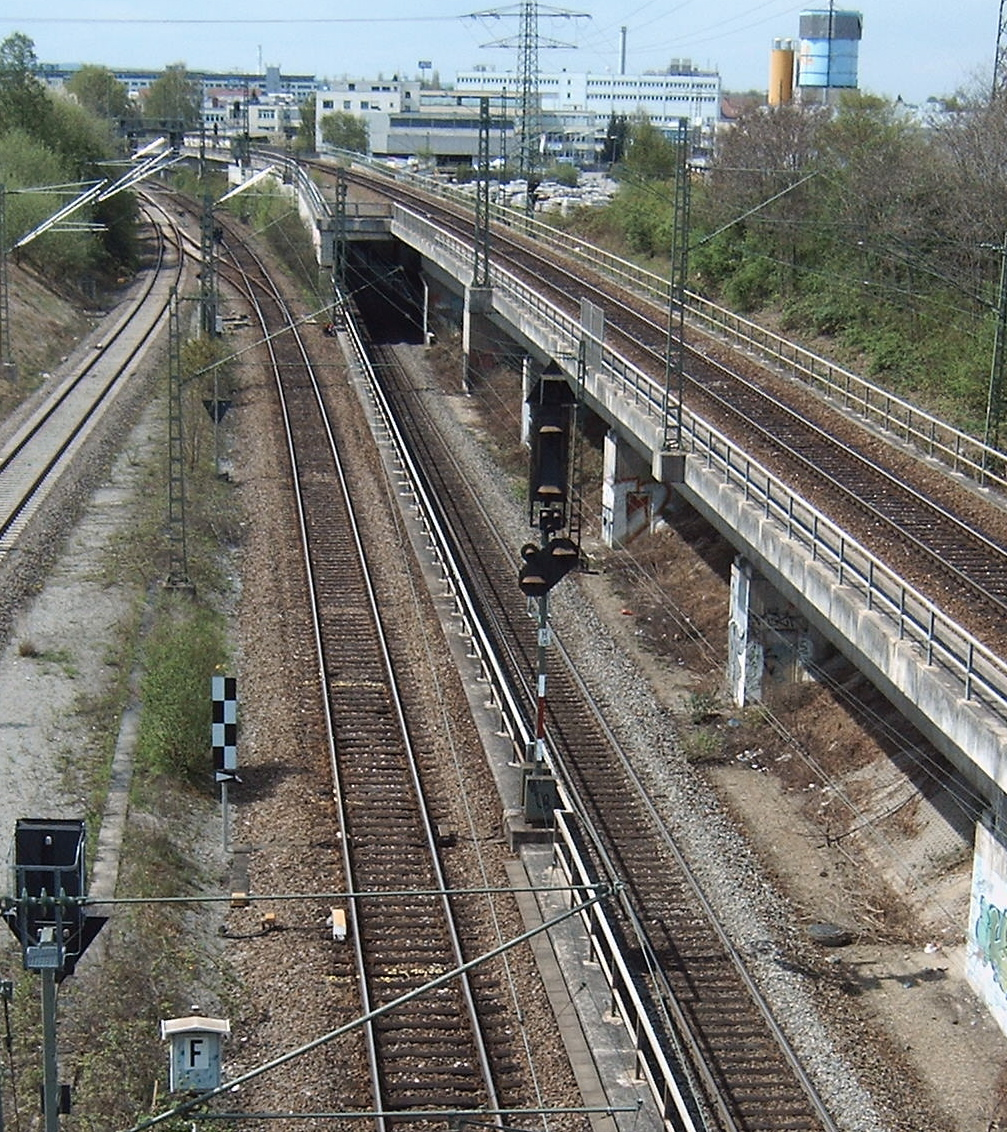
En planskild anslutning i Tyskland

## Sverige
Planskilda järnvägsanslutningar finns i Sverige på några platser:
- Norrtull, Gävle
- Anslutningar mellan Ostkustbanan och Arlandabanan vid:
  - Odensala (driftplats Myrbacken)
  - Skavstaby
- Tomteboda, Solna (Ostkustbanan och Mälarbanan)
- Älvsjö, Stockholm (Västra stambanan och Nynäsbanan)
- Anslutningar mellan Västra stambanans gamla sträckning och Grödingebanan vid:
  - Flemingsberg
  - norr om Järna
- Södertälje Syd (Västra stambanan och Svealandsbanan)
- söder om Järna (Västra stambanan och Nyköpingsbanan)
- Hallsberg (Kartlänk: 59°03′09″N 15°01′41″Ö / 59.05243°N 15.028095°Ö) (egentligen inte, men tåg från Örebro kan fortsätta väster om Hallsberg på eget spår och korsa stambanan på bro längre västerut och komma in på rätt spår mot Göteborg)
- Lund (Kartlänk: 55°42′45″N 13°11′09″Ö / 55.712453°N 13.185718°Ö)
- Värnhem, Malmö (Kartlänk: 55°36′36″N 13°01′29″Ö / 55.609954°N 13.024764°Ö)
- Hyllie, Malmö, (Kartlänk: 55°33′35″N 12°57′59″Ö / 55.559612°N 12.966356°Ö)
- Bunkeflo, Malmö,(Kartlänk: 55°33′42″N 12°56′02″Ö / 55.561651°N 12.933912°Ö)

I Stockholms tunnelbana utgörs alla anslutningar av planskild typ:
- Slussen
- Östermalmstorg
- Gullmarsplan
- Skärmarbrink
- Västra Skogen
- Liljeholmen

Vid T-Centralen korsar Röd och Grön linje varandra planskilt men det utgörs ej av en anslutning. Själva anslutningen är belägen på bron mellan Gamla Stan och Slussen.
Det finns platser där dubbelspår ansluter till varandra utan planskild anslutning. Det beror på att anslutningen gjordes för länge sedan, då det ansågs väl påkostat med planskild anslutning. De är oftast viktiga knutpunkter. Det gäller bl.a. i Hallsberg och Katrineholm. Det har också funnits flera planskilda korsningar mellan järnvägar, bland annat i Boden och Storvik, som har byggts för att låta genomgående trafik på olika linjer korsa varandra utan störningar.

## Norge
- Gardermobanens anslutningar till Hovedbanen vid:
  - Vålerenga i Oslo
  - Lillestrøm
- Mellan Hovedbanen och Østfoldbanen vid Oslo S

## Danmark
- Vigerslev (Köpenhamn)
- Sjællandsbroen (Köpenhamn)
- Kastrup (Köpenhamn)
- Enghave (Köpenhamn)
- Hellerup (Köpenhamn)
- Roskilde (västra)
- Odense
- Fredericia (huvudstation)
- Lunderskov (Kolding)
- Århus
- Fredericia (södra)

I Ringsted, Snoghøj (Lillebält) och Taulov (södra) är det anslutning i plan mellan två viktiga dubbelspår.